# Келли, Паркер
Паркер Келли (англ. Parker Kelly; род. 14 мая 1999, Камроуз, Альберта) — канадский хоккеист, нападающий клуба национальной хоккейной лиги «Оттава Сенаторз» (2020—2024), «Колорадо Эвеланш» (с 2024 года).

## Биография
Келли родился 14 мая 1999 года в Канаде. Его дед, Николаас Кейзер, родился в Нидерландах, а затем переехал с семьёй в Лимингтон, в Онтарио.

### Карьера в клубе
В 2020 году Келли подписал контракт с «Оттавой Сенаторз» и был отправлен в фарм-клуб «Белвилл Сенаторз» из Американской хоккейной лиги (AHL). Сезон 2022/2023 годов стал для Келли первым в качестве основного игрока в НХЛ. Канадец играл в основном в четвёртой линии с Остином Уотсоном и Диланом Гэмбреллом. 23 марта 2023 года было объявлено, что Келли получил перелом коленной чашечки и выбыл до конца сезона. Завершил сезон с одним голом и всего четырьмя очками в 55 играх.
В последний год своего контракта с «Оттава Сенаторз» в сезоне 2023/2024 годах Келли показал хороший результат, забив 8 голов и отдав 10 результативных передач, набрав 18 очков в 80 матчах регулярного чемпионата.
30 июня 2024 года Келли стал свободным агентом. 1 июля 2024 года канадец подписал двухлетний контракт с «Колорадо Эвеланш» на 1,65 миллиона долларов. В сезоне 2024/2025 года сыграл 80 матчей регулярного чемпионата, забил 8 шайб и сделал 11 результативных передач.